# Uriankhai
Uriankhai (mongol: Урианхай) o Uriankhan o Uriankhat, és un terme aplicat a diversos grups ètnics veïns. El nom s'esmenta diverses vegades en la història secreta dels mongols.
Al segle xiii, Raixid al-Din els va descriure com un poble que vivia molt aïllat en els boscos de la Sibèria, en tendes d'escorça de bedoll i caçaven amb esquís. Tot i la similitud amb el nom del famós clan de mongols Uriyankhan, Raixid va dir que no hi havia connexió.
A principis del segle xvii, el terme Uriankhai era un terme comú per a totes les bandes disperses al nord-oest del país, ja sigui les que van ser originalment samoiedes, turqueses o mongoles. El 1757, la dinastia Qing va organitzar la seva remota frontera del nord sota una sèrie de bandes urianhaj, Hövsgöl Nuur Urianhaj, Tagnu Urianhaj, Kemchik i Salchak Tozhu (tots tuvans) i Altan - Nuur Urianhaj (gent altaica). Un altre grup d'uriankhai foren les províncies de Baixen. Ôlgij i Hovd, Mongòlia, Altai van ser anomenats Uriankhai. Un tercer grup d'uriankhai mongols va ser Tumen de Batmônh Dajana, kan a l'est de Mongòlia .
Una variació d'uriankhai era Uraanhaj (Ураанхай) un antic nom de Sacha. El rus Pavel Nebolsin documentà al voltant del 1850, el clan Urankhu, que eren els kalmuks del Volga. Una altra variant del nom, Orangkae (오랑캐), s'ha utilitzat tradicionalment pels coreans per a referir-se indistintament als bàrbars que habitaven les terres del nord.